# Bischofsgrün
Bischofsgrün – miejscowość i gmina uzdrowiskowa w Niemczech, w kraju związkowym Bawaria, w rejencji Górna Frankonia, w regionie Oberfranken-Ost, w powiecie Bayreuth. Leży w Smreczanach pomiędzy dwoma najwyższymi szczytami gór – Schneeberg i Ochsenkopf, przy drodze B303.
Gmina położona jest 18 km na północny wschód od Bayreuth, 28 km na południowy zachód od Hof i 82 km na północny wschód od Norymbergi.

## Dzielnice
W skład gminy wchodzą dwie dzielnice: Bischofsgrün i Wülfersreuth.

## Demografia
| Rok  | Liczba mieszkańców |
| ---- | ------------------ |
| 1970 | 2168               |
| 1987 | 1985               |
| 2000 | 2109               |
| 2006 | 2035               |

## Oświata
(na 2005)

W gminie znajduje się 50 miejsc przedszkolnych oraz szkoła podstawowa.